# 长鞘垂头菊
长鞘垂头菊（学名：Cremanthodium calcicola）为菊科垂头菊属的植物，是中国的特有植物。分布于中国大陆的云南等地，生长于海拔3,400米至3,500米的地区，多生于山顶草坡、石灰石峭壁或水沟边，目前尚未由人工引种栽培。